# ナイチンゲール看護学校
フローレンス・ナイチンゲール看護・助産・緩和ケア学部 (The Florence Nightingale Faculty of Nursing, Midwifery & Palliative Care) は、一般にはナイチンゲール看護学校、ナイチンゲール看護婦学校と呼ばれることもあるが、現在はキングス・カレッジ・ロンドン（ロンドン大学を構成するカレッジのひとつ）の中にある大学の一部局になっている。看護師、助産師の養成教育を行うだけでなく、看護教育、専門的な資質の向上のための研修や大学院での研究などの機会も用意されている。
この学部は、テムズ川の南岸にあるウォータールー・キャンパスにあり、この大学の中では最大規模のものになっている。

## 歴史
この学校の起源は、フローレンス・ナイチンゲールが1860年、聖トーマス病院の中に開校した看護学校である。この学部は、テムズ川の南岸に位置するウォータールー・キャンパスの一部を成しており、今日ではキングス・カレッジ・ロンドンの最も大規模の学部のひとつとなっている。 